# Prometrioxena dibapha
Prometrioxena dibapha is een keversoort uit de familie Belidae. De wetenschappelijke naam van de soort is voor het eerst geldig gepubliceerd in 1937 door Voss.